# Heinrich Elkamp
Heinrich Elkamp (* 1812 in Itzehoe (nach anderen Angaben: 1810 in Hamburg); † 1868 in Hamburg) war ein deutscher Komponist, Pianist, Musiklehrer und Musikkritiker.

## Leben
Elkamp studierte bei Johann Heinrich Clasing und Carl Friedrich Zelter. Er ließ sich in Hamburg nieder, wo er als Kompositionslehrer und Komponist wirkte. Seine Phantasie und Variationen op. 15 wurden 1836 von Robert Schumann in der Neuen Zeitschrift für Musik rezensiert, allerdings ließ Schumann kaum ein gutes Haar an dem Werk, und bezeichnete sie als „eine Ruine, wenn man will, für die kein Kritiker eine Regel aufstellen kann“. Er komponierte ein Oratorium Paulus, das am 19. November 1835 in der Hauptkirche Sankt Michaelis sowie 1838 durch die Sing-Akademie zu Berlin aufgeführt wurde und 1836 als Klavierauszug im Druck erschien. 1837 folgte das Oratorium Die heilige Zeit. Elkamp schrieb ferner Musikkritiken in den Hamburger Nachrichten. Von 1842 bis 1851 lebte er in Sankt Petersburg, danach kehrte er nach Hamburg zurück.